# Charias
Charias (Oudgrieks: Χαρίας) was een oud-Grieks militair ingenieur uit de 4e eeuw v.Chr., die samen met Diades onder Alexander de Grote diende. Hij was een leerling van Polyidus van Thessalië. Onder leiding van Diades werkte hij samen met Posidonius en Philippus voor Alexander tijdens diens campagne tegen het Perzische Rijk.